# Josef af Østrig (1776-1846)
Ærkehertug Josef af Østrig (9. marts 1776 – 13. januar 1847) var en østrigsk ærkehertug, der var palatin af Ungarn fra 1796 til 1847. Han var søn af  den Tysk-romerske kejser Leopold 2. og yngre bror til kejser Frans 2.

## Biografi

### Tidlige liv
Ærkehertug Josef blev født den 9. maj 1776 som den syvende søn af den daværende Storhertug Peter Leopold af Toscana i hans ægteskab med Infantinde Maria Ludovika af Spanien, datter af kong Karl 3. af Spanien. Han blev født i Firenze, hovedstaden i Toscana. 
Hans far var en yngre søn af Maria Theresia af Østrig og den Tysk-romerske kejser Frans 1. Stefan. Leopold havde ved faderens død i 1765 arvet storhertugdømmet Toscana, som han regerede, indtil han i 1790 blev Tysk-romersk kejser som Leopold 2. ved storebroderen kejser Josef 2.s død. Han voksede op med sine mange søskende ved faderens hof i Toscana.

### Palatin af Ungarn
Den unge ærkehertug rejste i 1790 med sine brødre Karl, Ferdinand og Alexander Leopold til Wien, da hans far blev kejser.
I 1796 blev han efter storebroderen Alexander Leopolds død, udnævnt til palatin, der var det højeste embede i Kongeriget Ungarn og fungerede som statholder. I sin embedsperiode gennemførte og støttede han økonomiske reformer, offentlige arbejder og bygningsarbejder, der havde til formål at knytte Ungarn tættere til Europa. 
Han grundlagde den ungarske sidelinje af Huset Habsburg. Der er opstillet en statue af ham i hjertet af Budapest på en plads opkaldt efter ham foran Finansministeriet.
Ærkehertug Josef døde den 13. januar 1847 i Buda. Embedet som palatin af Ungarn gik i arv til hans søn Stephan.

## Eksterne links
- Wikimedia Commons har flere filer relateret til Josef af Østrig (1776-1846)

| Josef af ØstrigHuset Habsburg-LothringenSidelinje af Huset LothringenFødt: 9. maj 1776 Død: 13. januar 1847 |                               |                                 |
| Politiske embeder                                                                                           |                               |                                 |
| Foregående: Alexander Leopold af Østrig                                                                     | Palatin af Ungarn 1796 – 1846 | Efterfølgende: Stefan af Østrig |